# 竹林寺 (高知市)
竹林寺（ちくりんじ）は、高知県高知市五台山にある真言宗智山派の寺院。五臺山（ごだいさん）、金色院（こんじきいん）と号す。本尊は文殊菩薩。四国八十八箇所第三十一番札所。本尊の文殊菩薩は五十年に一度御開帳の秘仏で、切戸文殊、安倍文殊とともに日本三文殊の一つに数えられる。また、四国八十八箇所のうち文殊菩薩を本尊とするのは本寺だけである。
- 本尊真言：おん あらはしゃのう
- ご詠歌：南無文殊（もんじゅ）三世（みよ）の仏の母ときく　我（われ）も子なれば乳（ち）こそほしけれ
- 納経印：当寺本尊、奥の院不動明王

## 歴史
元は天台宗系の寺院だったと考えられ、発掘調査で古代まで遡る可能性があると指摘されている。
寺伝によれば、神亀元年（724年）に聖武天皇が唐の五台山で文殊菩薩に拝する夢を見た。天皇は行基に五台山に似た山を捜すように命じたところ、この地が霊地であると感得し栴檀の木に文殊菩薩像を刻み、山上に堂宇を建立して安置したという。その後、大同年間（806 – 810年）に空海（弘法大師）が滞在、瑜伽行法を修法し、荒廃した堂塔を修復したと伝えられる。
実際の創建年代等について不詳である。中世以降は武家の信仰も厚く寺運も隆盛し、1318年（文保2年）には臨済宗の僧夢窓疎石もこの寺に滞在している。その後、寛永年間（1624年 – 1644年）空鏡によって再興された。江戸時代には土佐藩の藩主だった山内氏の帰依を受け、土佐国における真言宗の触頭を勤める寺院のひとつであった。
明治初年の廃仏毀釈によって廃れていた当寺を明治32年（1899年）台風が襲いさらに荒廃させる。明治30年（1897年)住職に着任した船岡芳信僧正（1923年54歳遷化）は諸国を行脚また六代目竹本土佐太夫（南馬太郎1863年安田町生）を迎え文学座の勧進興行し、また32回上京し所管大臣を動かして巨額の補助を得て境内を整備し再興を果たす。それは仁王門を改築してその正面にあった本堂とその左の大師堂を上段に移築し庫裡鐘楼を新築するなど境内の大修理を行った。

## 境内
上段
- 本堂（文殊堂）：本尊は獅子に乗った文殊菩薩坐像で秘仏、通常は前仏が見える。2015年杮葺き屋根が27年ぶりにふき替えられた。本尊は50年毎の開帳で次回は2064年。なお開創1300年を記念して2023年4月15日から5月14日まで特別開帳され、行基像が修復され初公開された。
- 大師堂 - 寛永21年（1644年）土佐二代目藩主山内忠義の奉献によって建立。大師像を拝観できる。
- 三重塔の跡 - 上記と同様に同年、山内忠義の建立。明治32年台風にて倒壊し現在は大師堂の背後一段下に礎石のみが残る。
- 五重塔 - 1980年（昭和55年）再建、高さ31.2 m、間口4.8 m、総檜造。本尊は胎蔵大日如来。
- 歓喜天堂（聖天） - 本堂の向かって右から奥に入っていく。2023年現在修復工事中で仮堂で祀られている。
- 一言地蔵 - 石像と簡素な屋根。一生に一度一つだけ願いを叶えてくれる地蔵。願いが叶うと地蔵こけしを奉納する。
- 五智如来石像
- 稲荷社・子安地蔵祠・粟島明神祠
- 奥の院・船岡堂 - 明治時代末期の住職船岡芳信が生きながら入定した遺骸を納めた甕を安置。本尊は不動明王。この壇の最も奥まった所に立ち屋根を付けただけの粗末な建物だったが昭和4年現在の建物に新築し拝殿と奥殿からなる。納経及び御影の授与は当寺納経所にて。
- めぐりのもり - 最近整備されたもので、三つの池が点在した中に仏陀像や水掛地蔵石像があり、その中の小径を散策できる。
- 納骨堂 - 2013年（平成25年）新築。
- 善財童子像 - 2014年（平成26年）本尊開帳を記念し造顕。
- 接待所 - 文殊菩薩像あり。

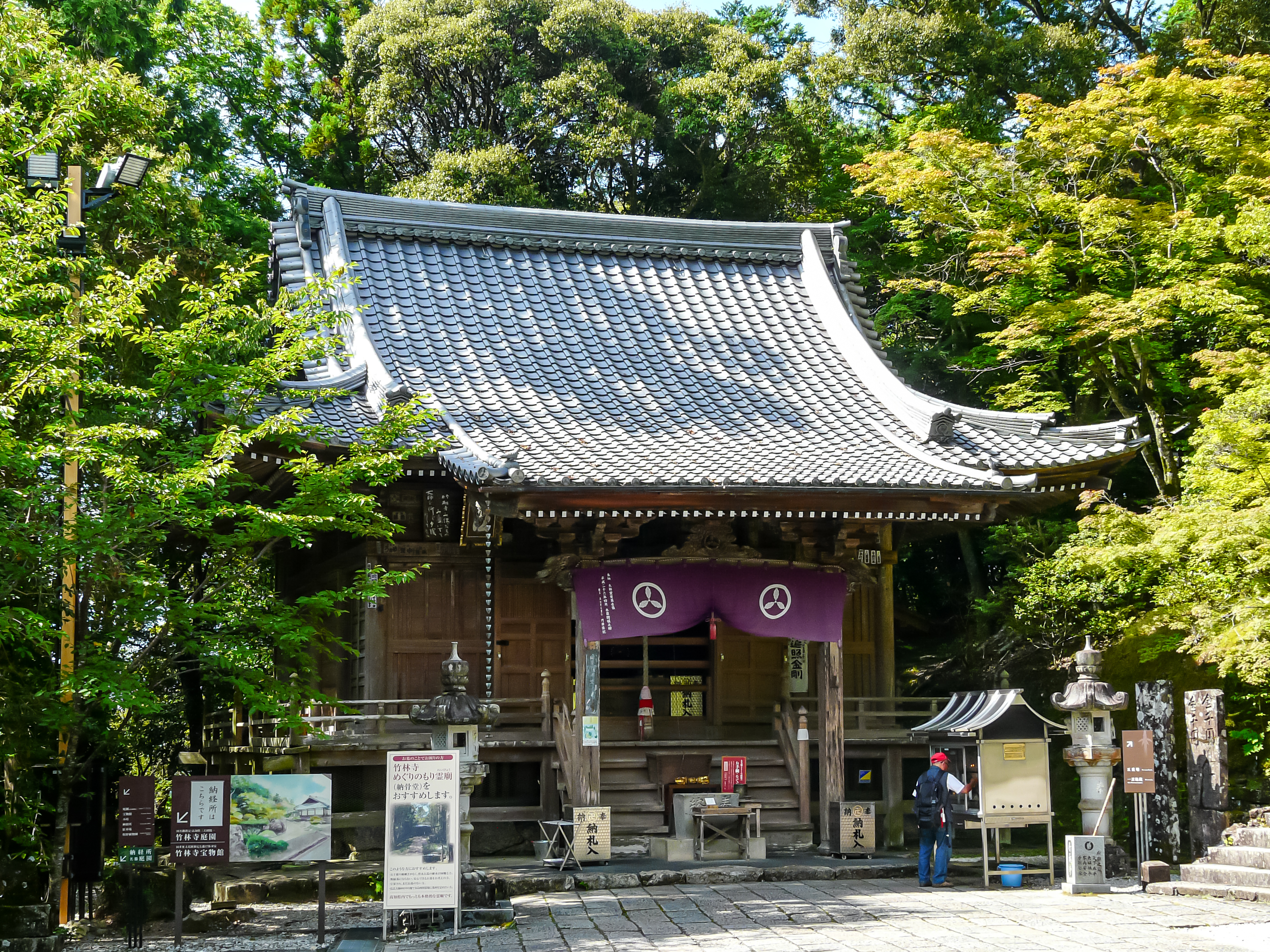
大師堂
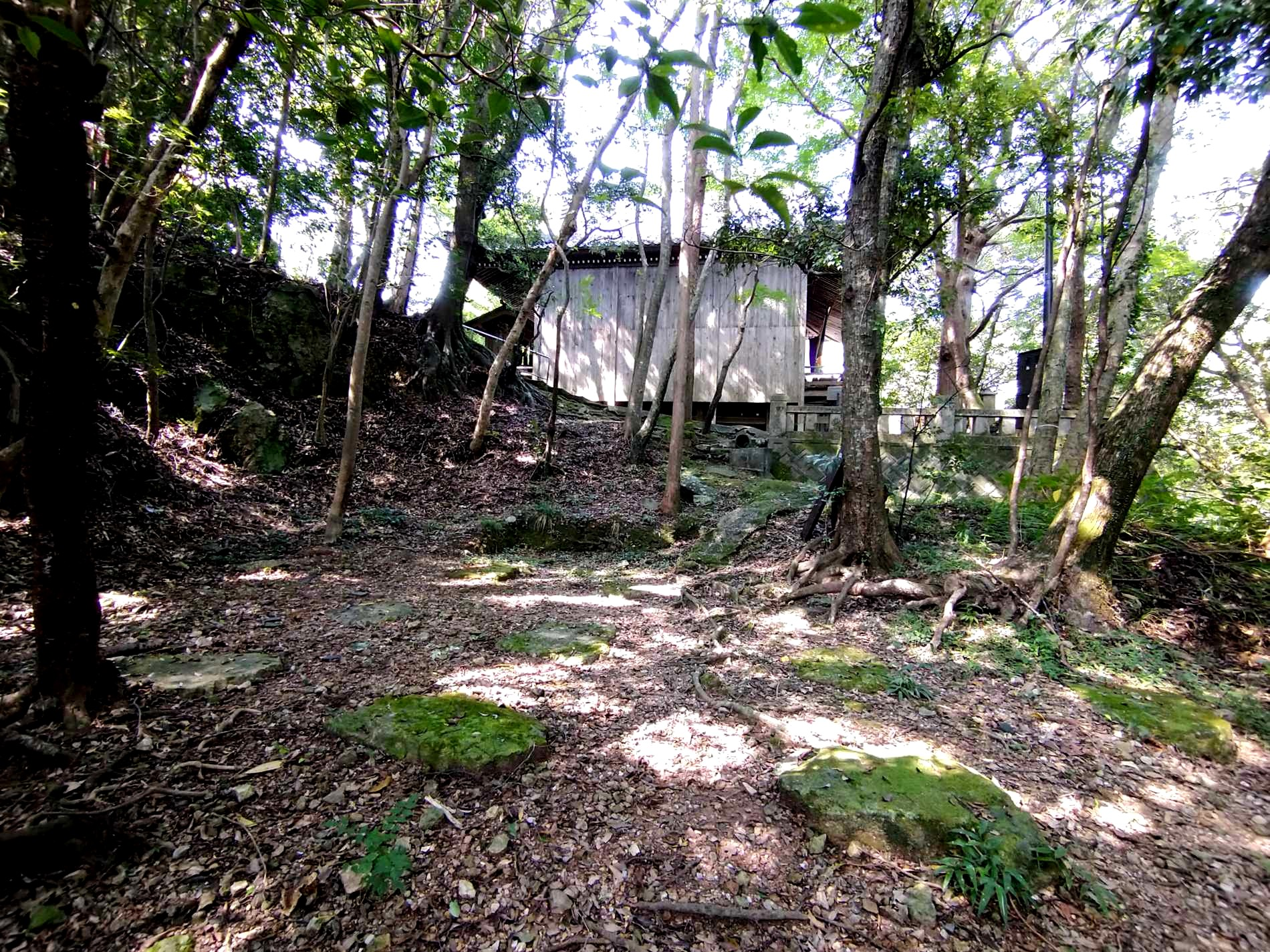
大師堂背後に三重塔跡
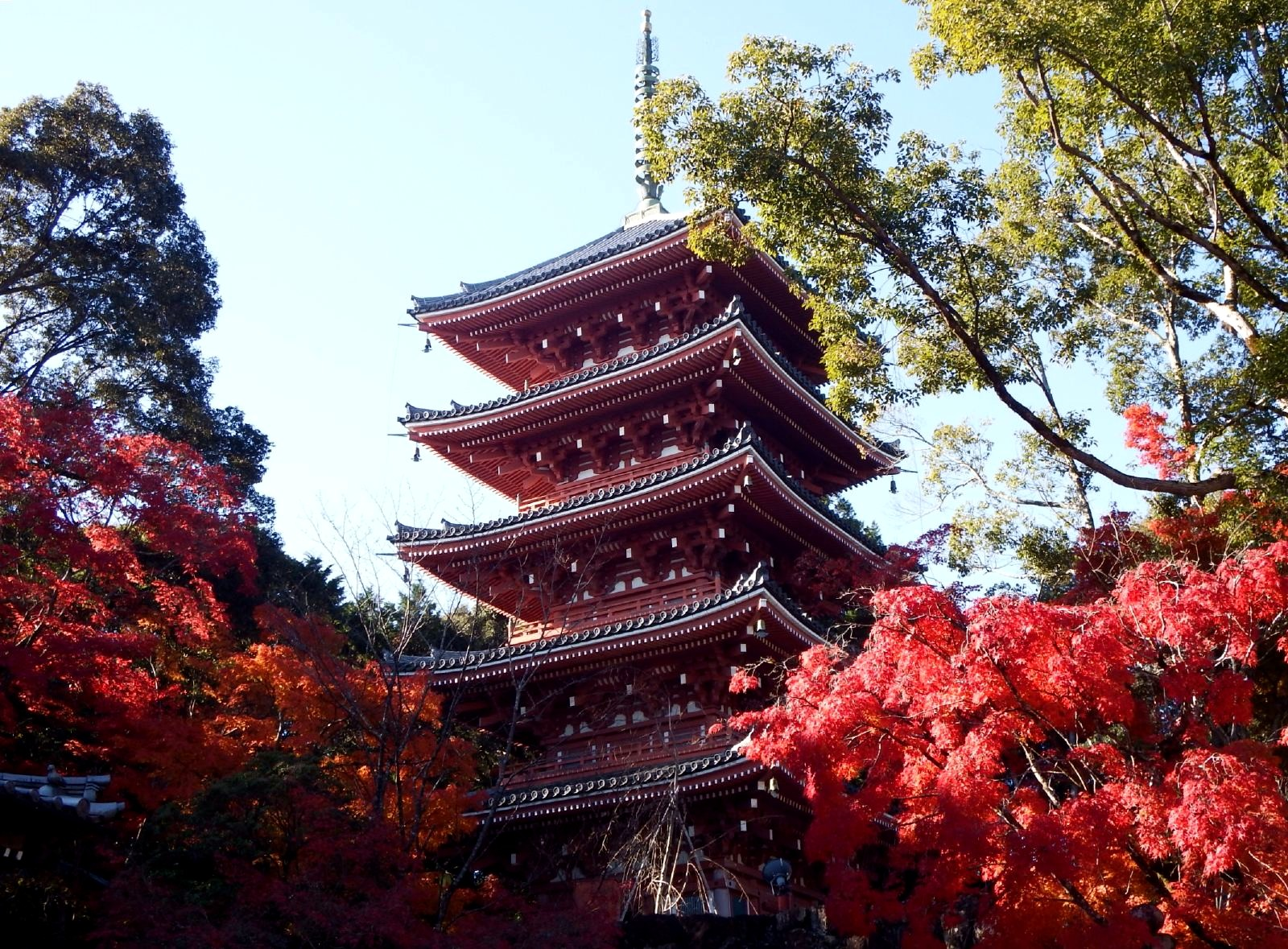
五重塔
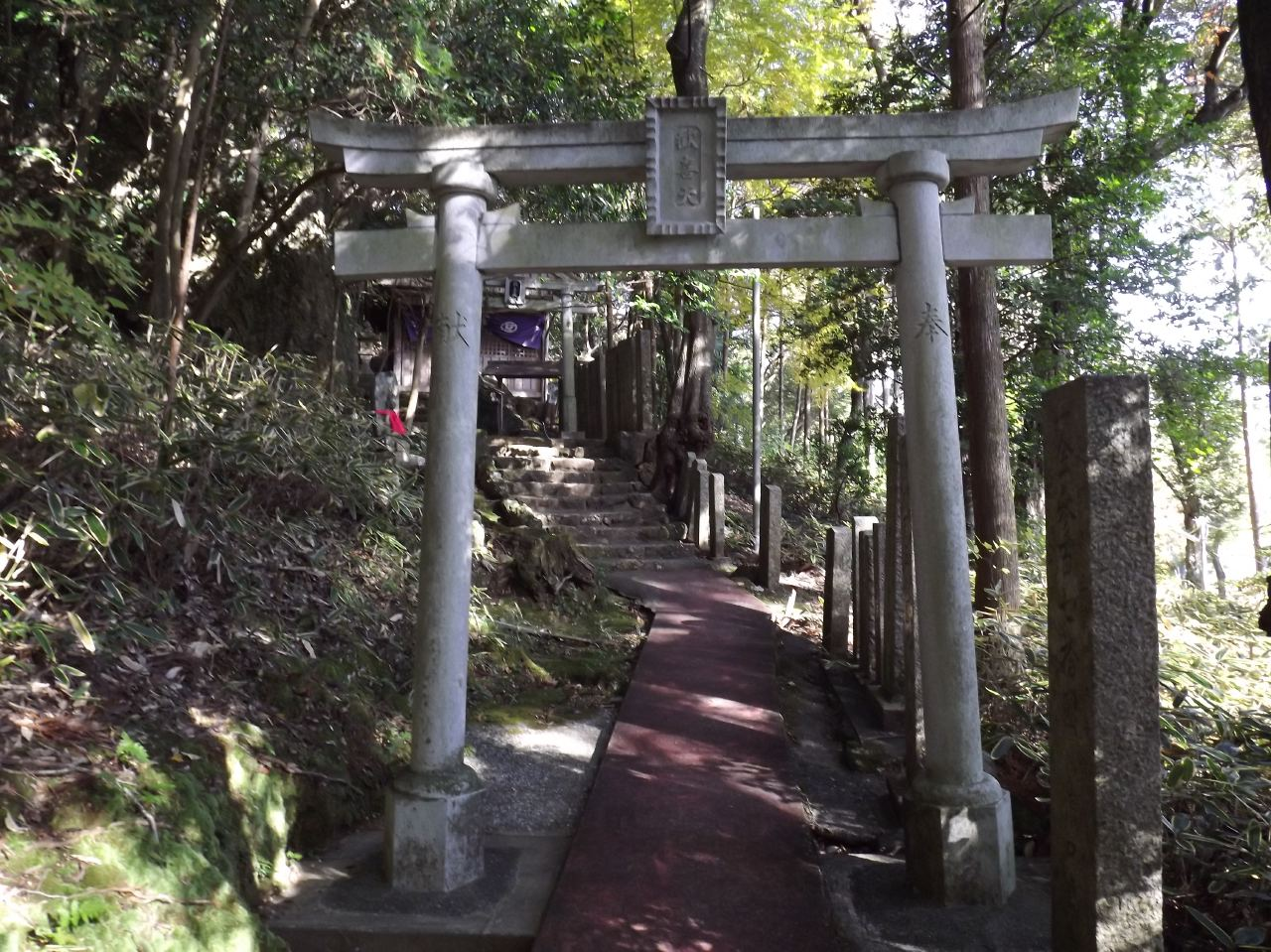
歓喜天堂
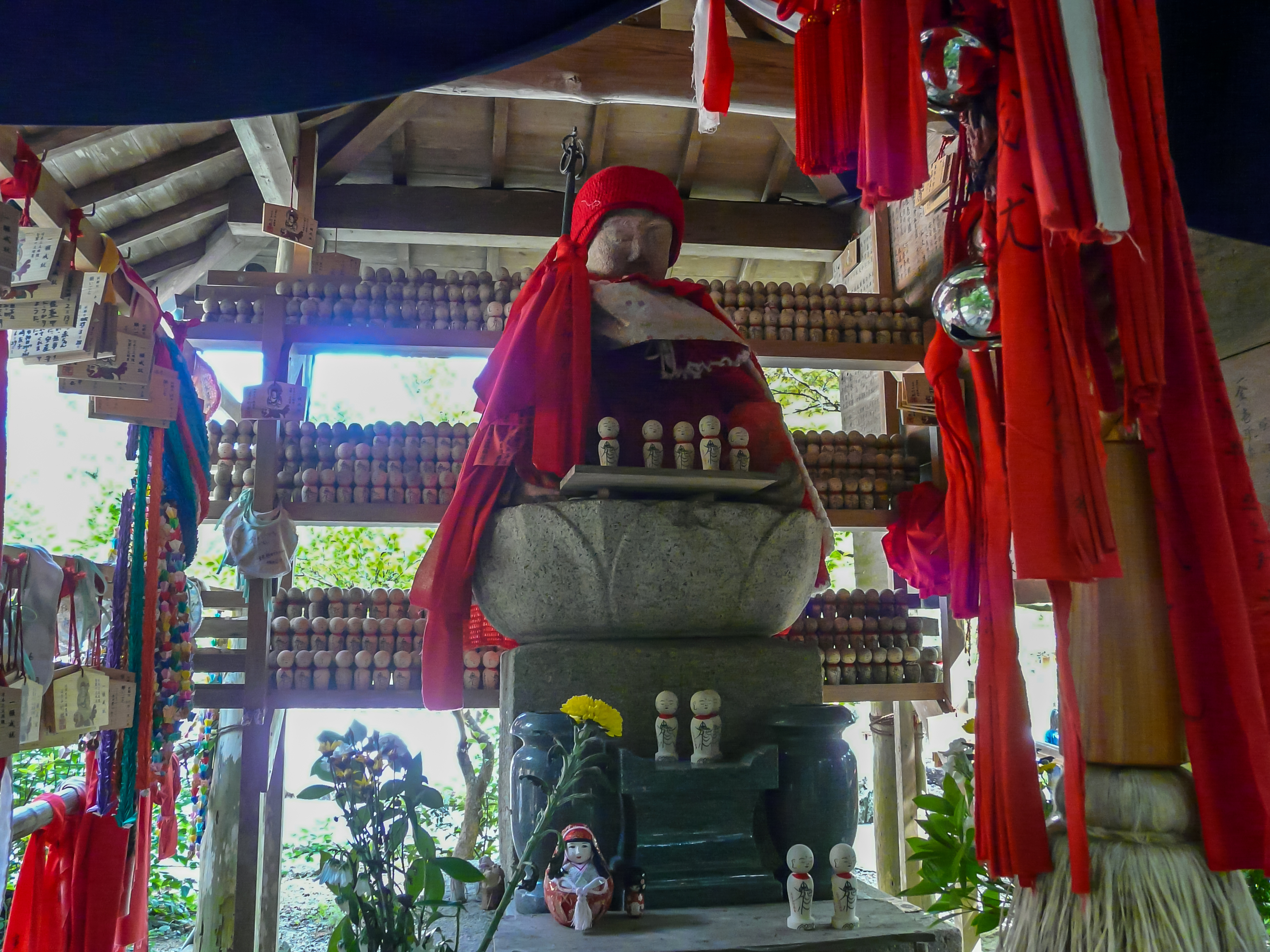
一言地蔵
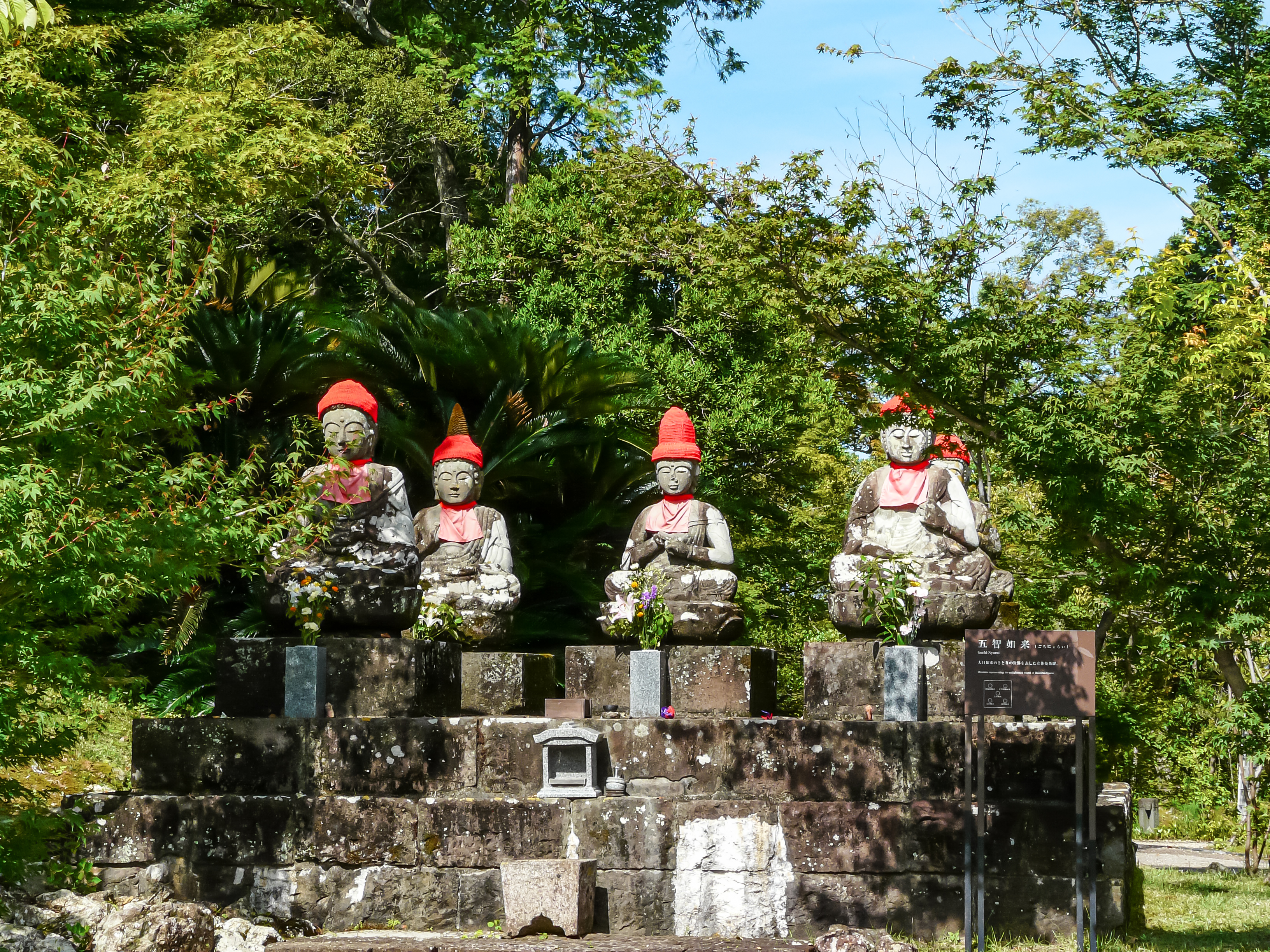
五智如来
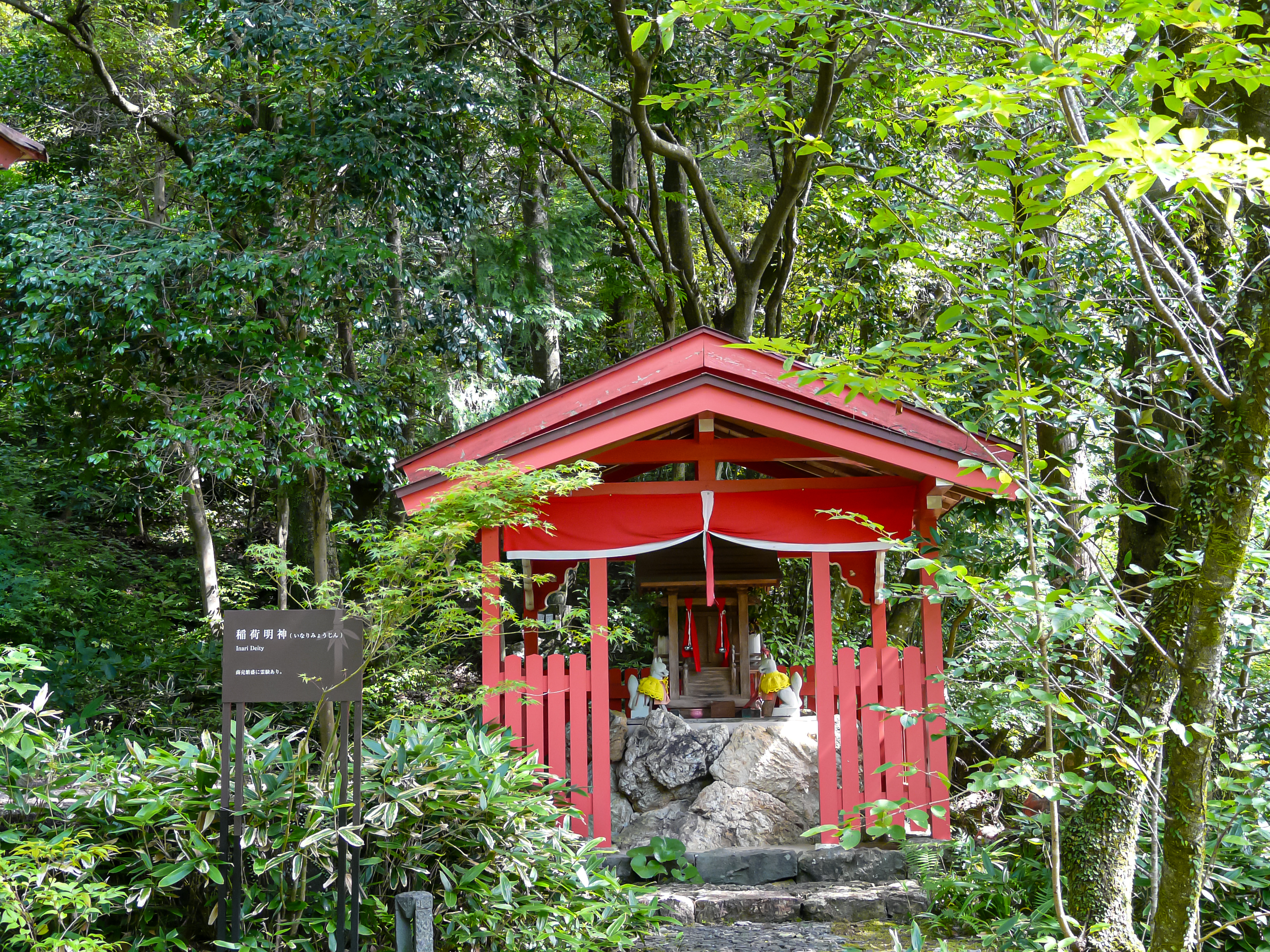
稲荷社
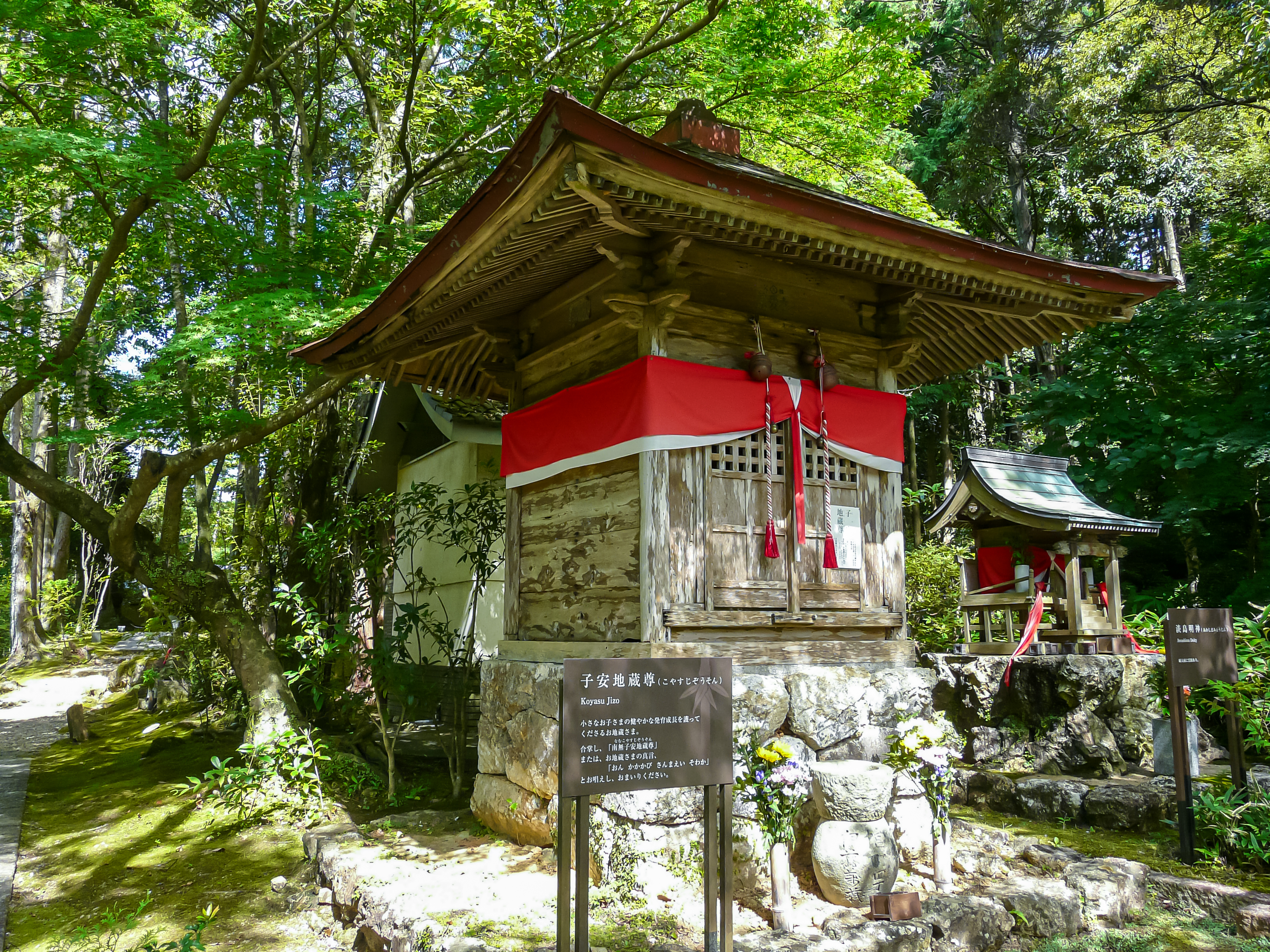
子安地蔵と淡島明神（右奥）
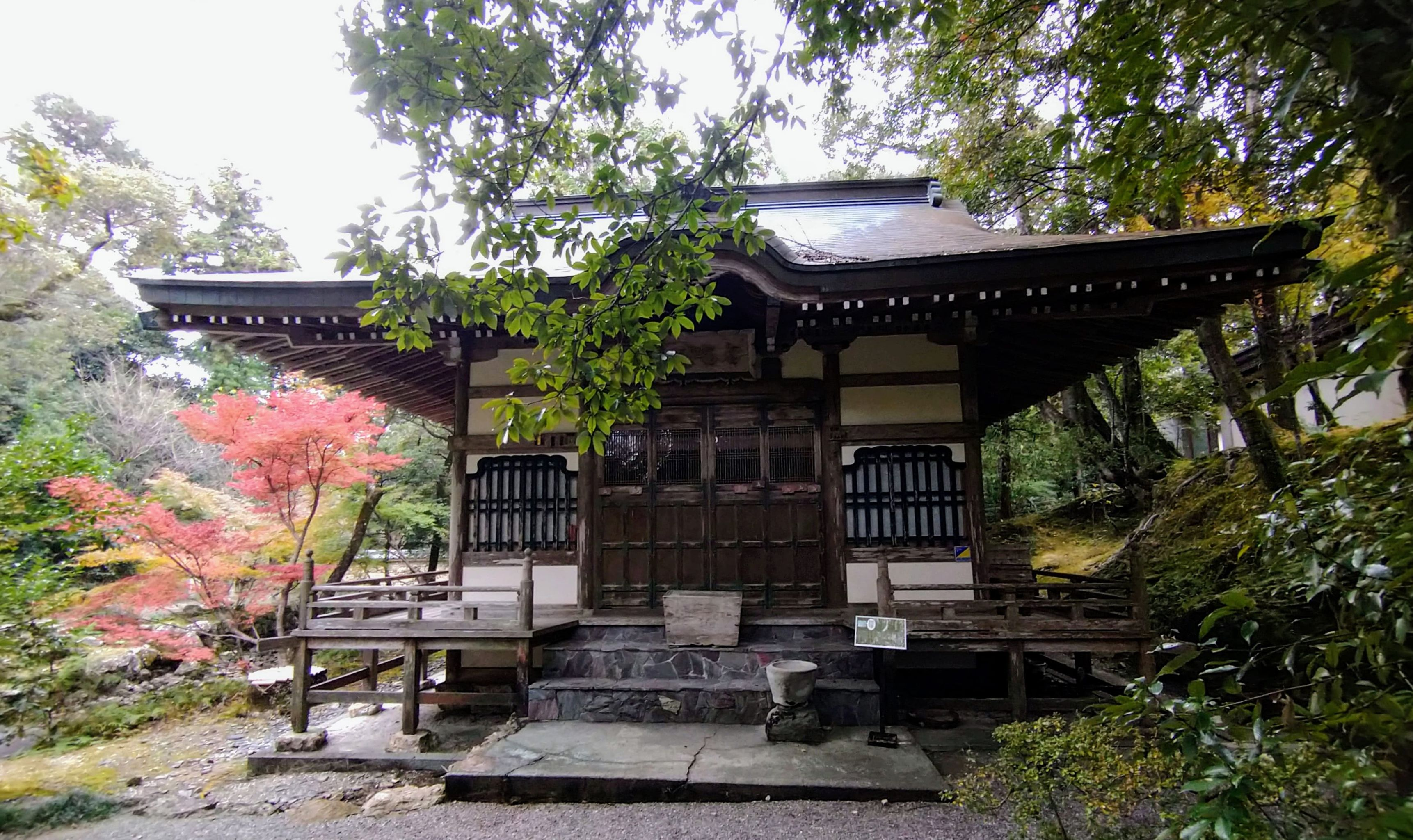
船岡堂
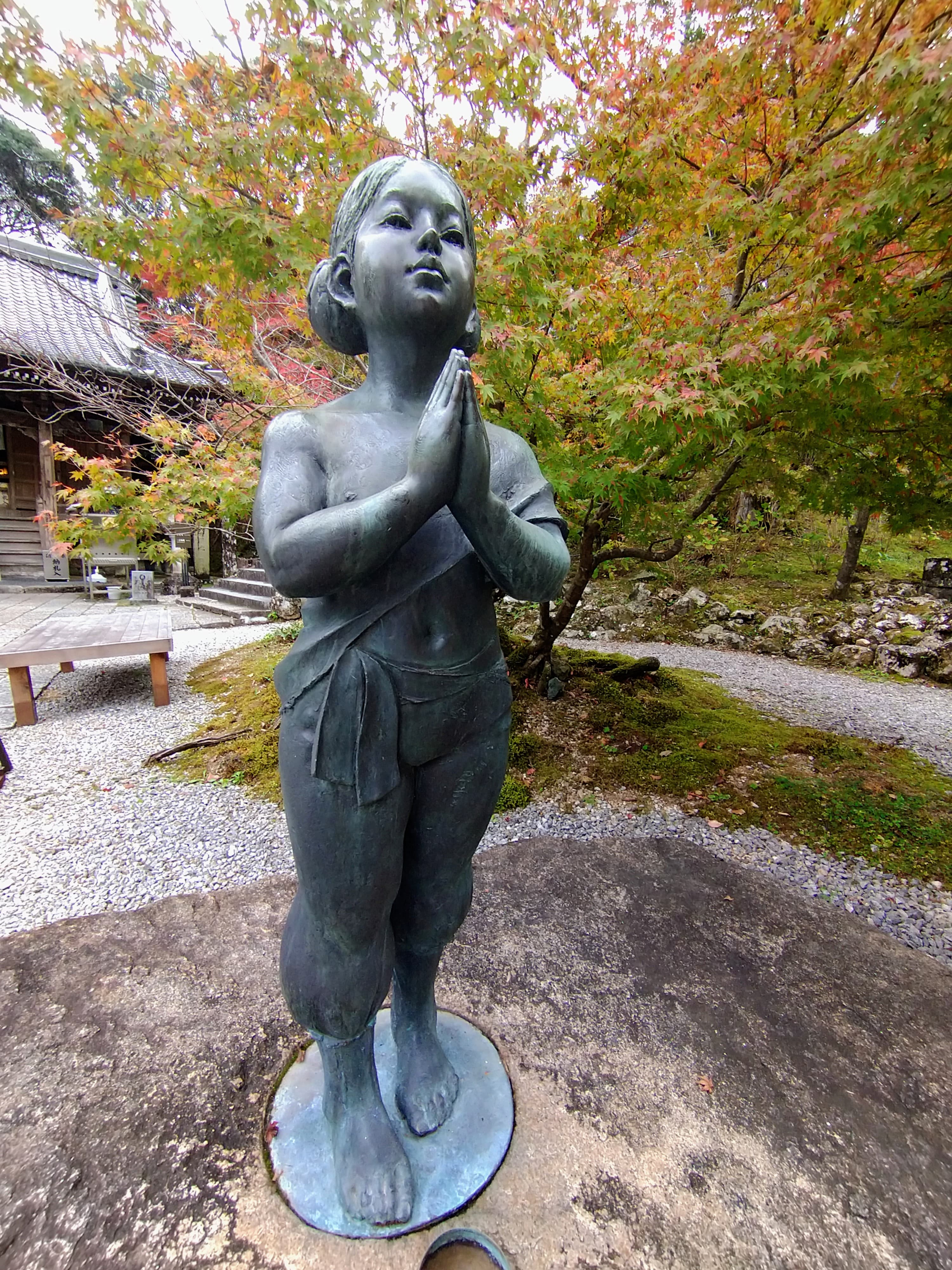
善財童子像

中段
- 日吉神社
- 五台山八十八ヵ所31番  - 文政2年（1820年）開創。五台山全山に点在し順路は約10 kmにおよぶ。

下段
- 山門 - 入母屋造楼門、金剛力士（仁王）像を安置。
- 客殿（書院） - 大日如来像が拝観できる。
- 庭園  - 客殿から眺める名勝の池泉観賞式庭園
- 虚空蔵菩薩堂
- 宝物館 - 後述の多数の重要文化財の仏像を拝観できる。
- 鐘楼
- 句碑の庭 - 虚空蔵菩薩堂の左に句碑が6基並んでいて、右から順に、佐藤哲山「腸（はらわた）のよごれ濯がん苔清水」、似芳坊「花はらむ梢の痩せや冬木立」、松窓「折々は枯れるも時の柳かな」、芭蕉「ほろほろと山吹散るか瀧の音」、其性「寒聲のあとや松風瀧の音」、「さし柳葉となる雨のこぼれけり」。
- 本坊・庫裡・納経所＆拝観受付（地下は位牌堂） - 2019年(令和元年)9月新築。設計は堀部安嗣建築設計事務所。

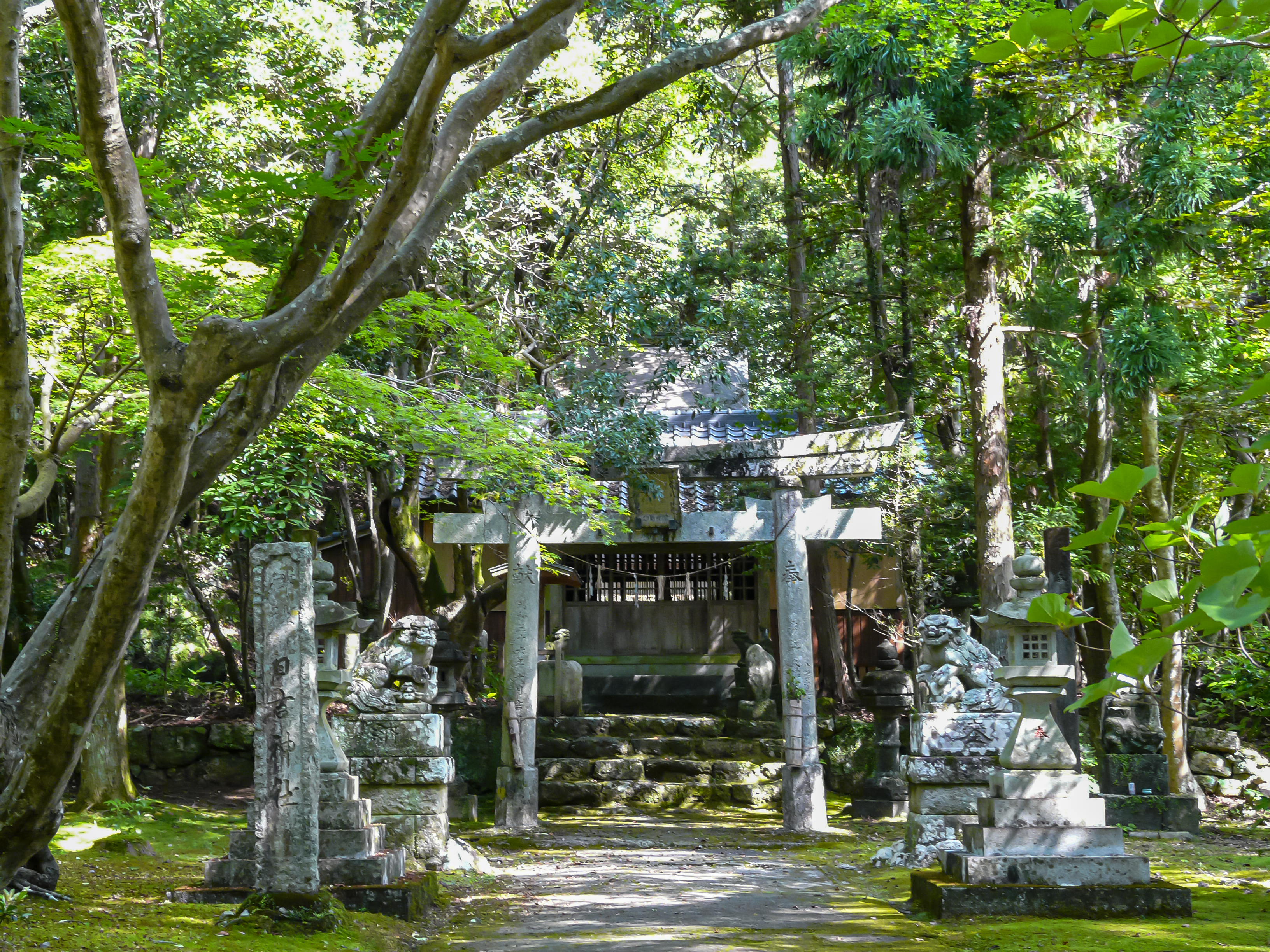
日吉神社
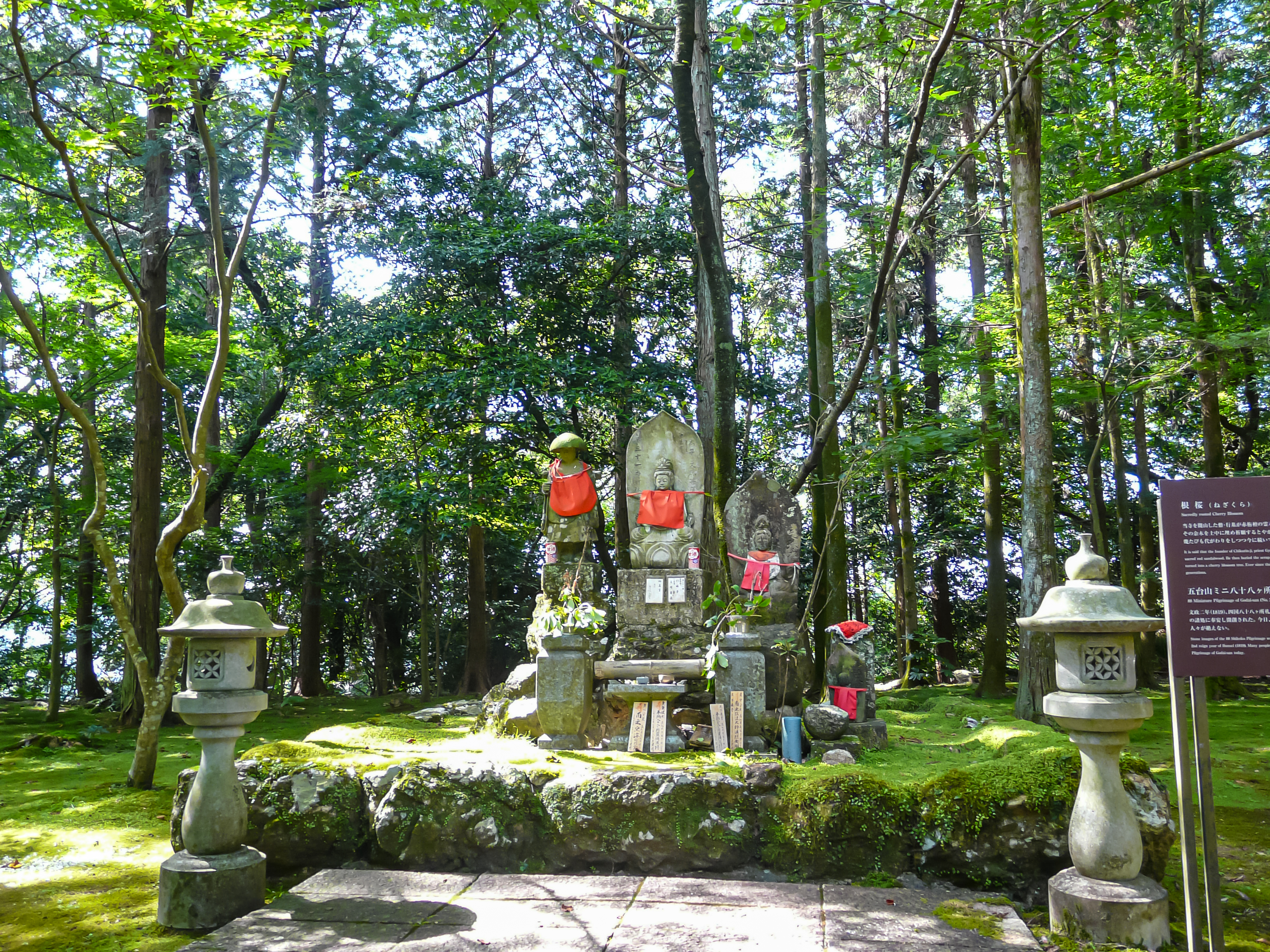
五台山八十八ヵ所31番
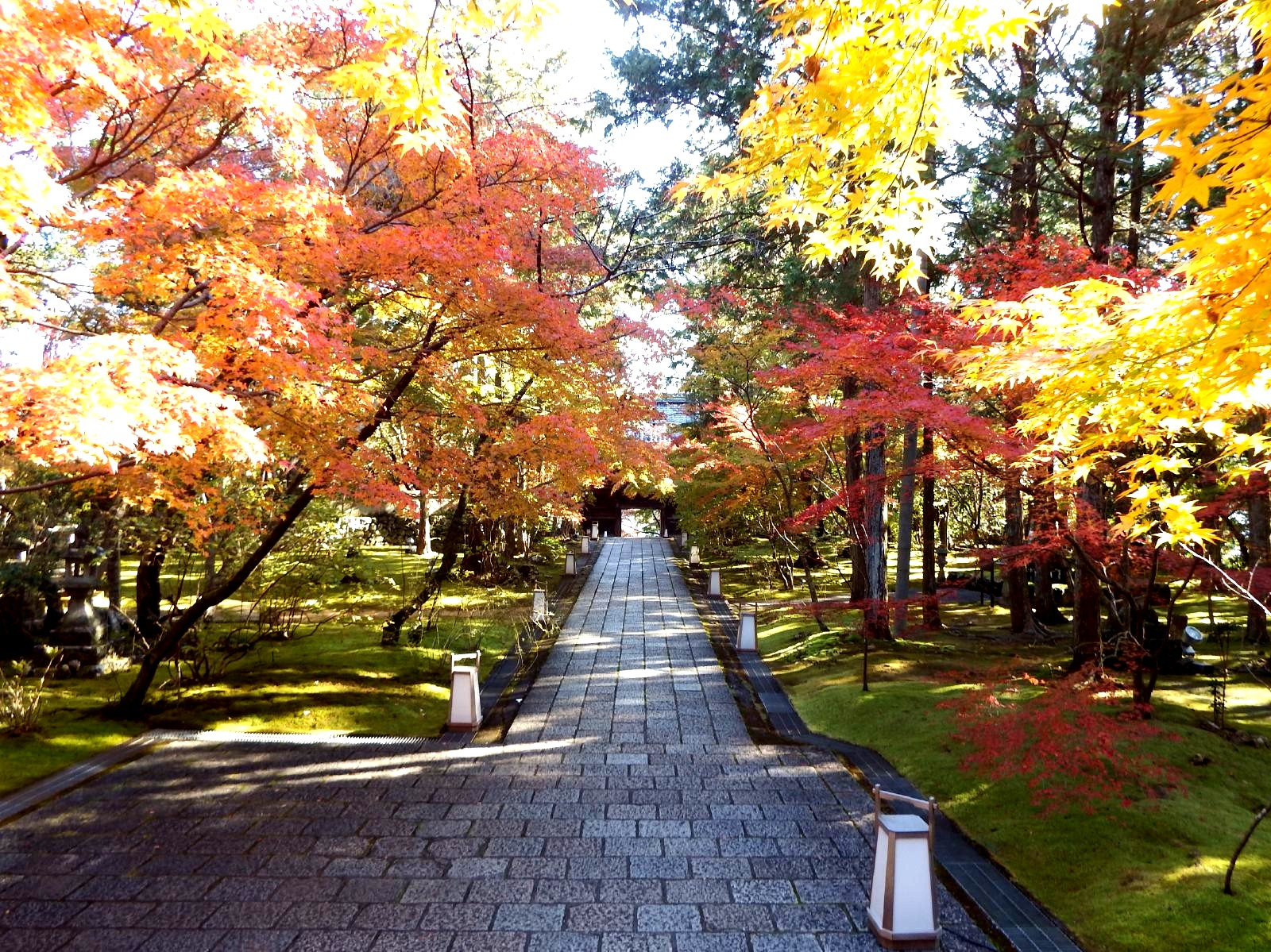
仁王門からの参道
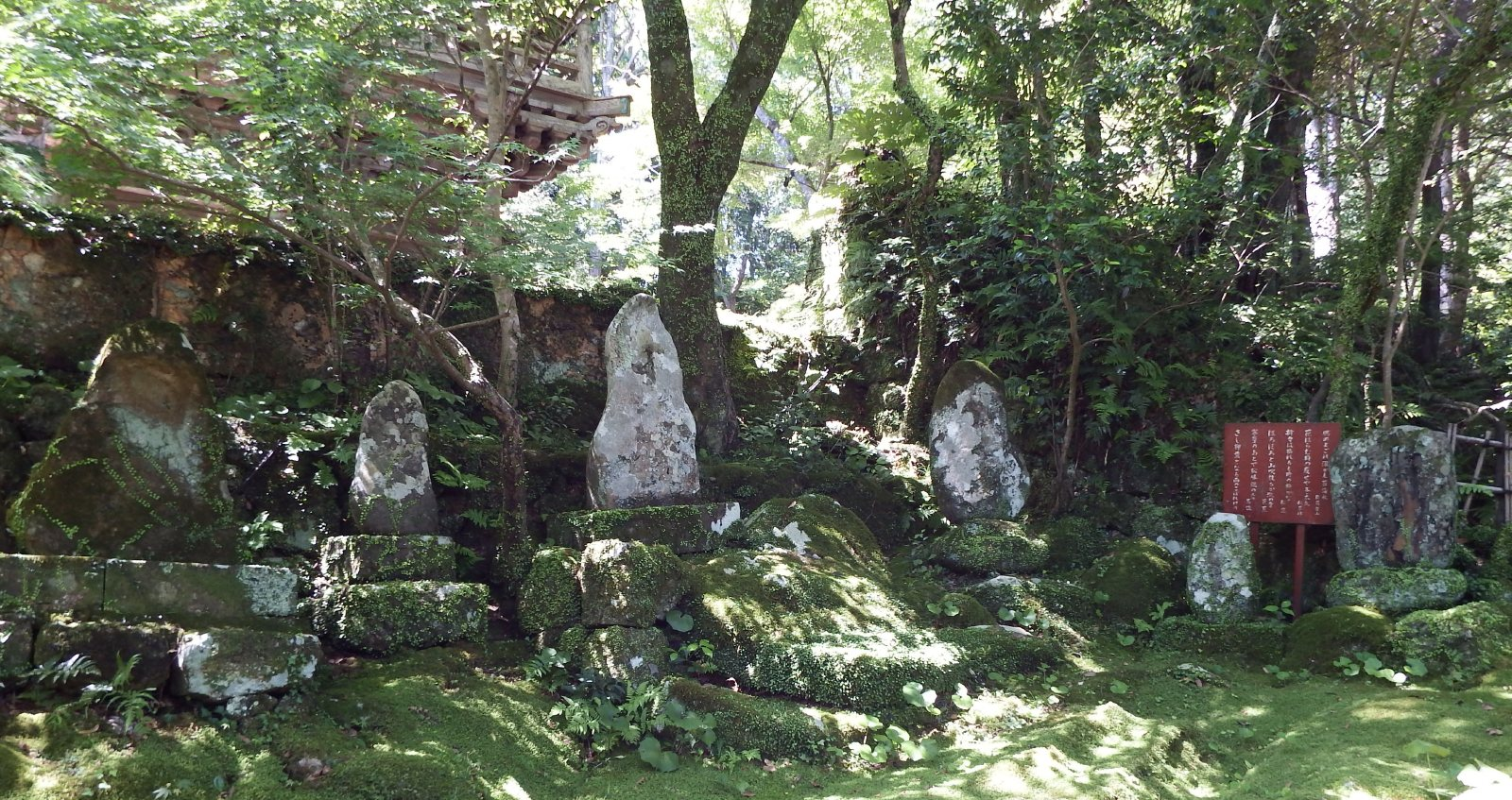
句碑の庭
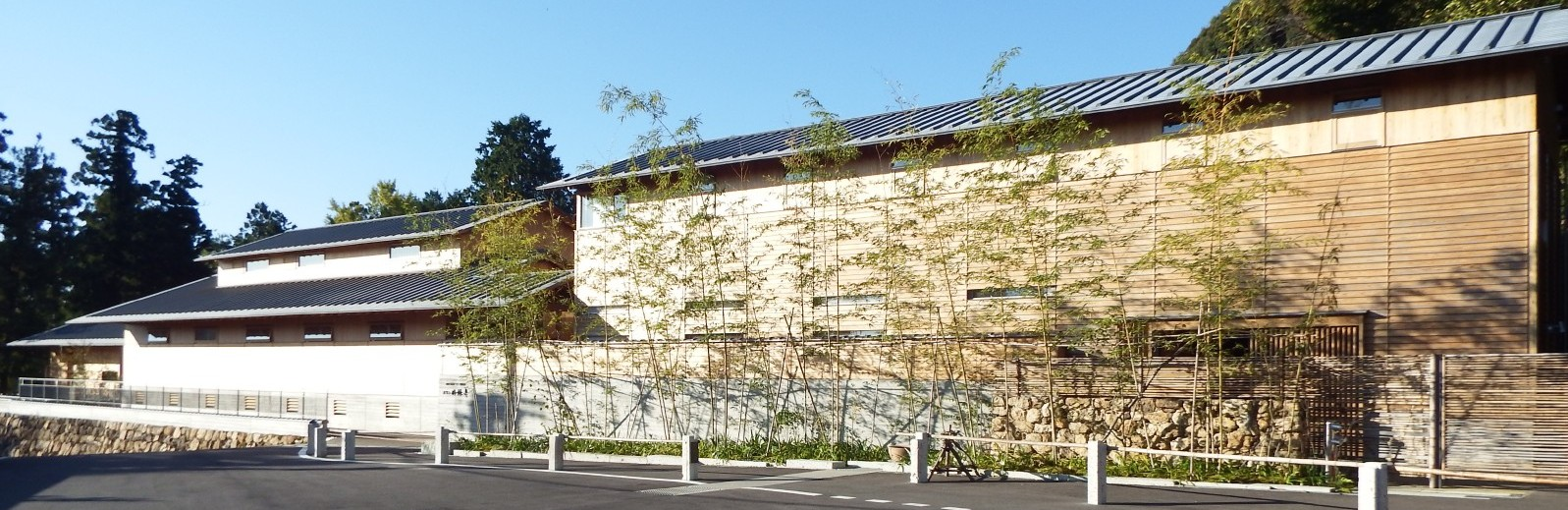
本坊

少し石段を上がって山門の手前を右に進むと右側に鐘楼・宝物館があり、左側に虚空蔵菩薩堂があり、その先正面に納経所があり、見学のできる客殿と庭園の入口がある。戻って山門をくぐり参道を進み石段を上り詰めるとブロンズ製の善財童子像が立っていて、その上の高台に五重塔が聳え、左手に大師堂があり、右に進むと本堂が建つ。本堂の手前を左に行くとブッダドームがあり、その周辺が「めぐりのもり」である。その右の丘に稲荷社・子安地蔵祠・粟島明神祠があり、さらに奥まで進むと奥の院とされている船岡堂がある。本堂の右手を奥に進むと歓喜天堂があり、大師堂の右裏手に、一言地蔵がある。
- 宿坊：なし

## 文化財
重要文化財

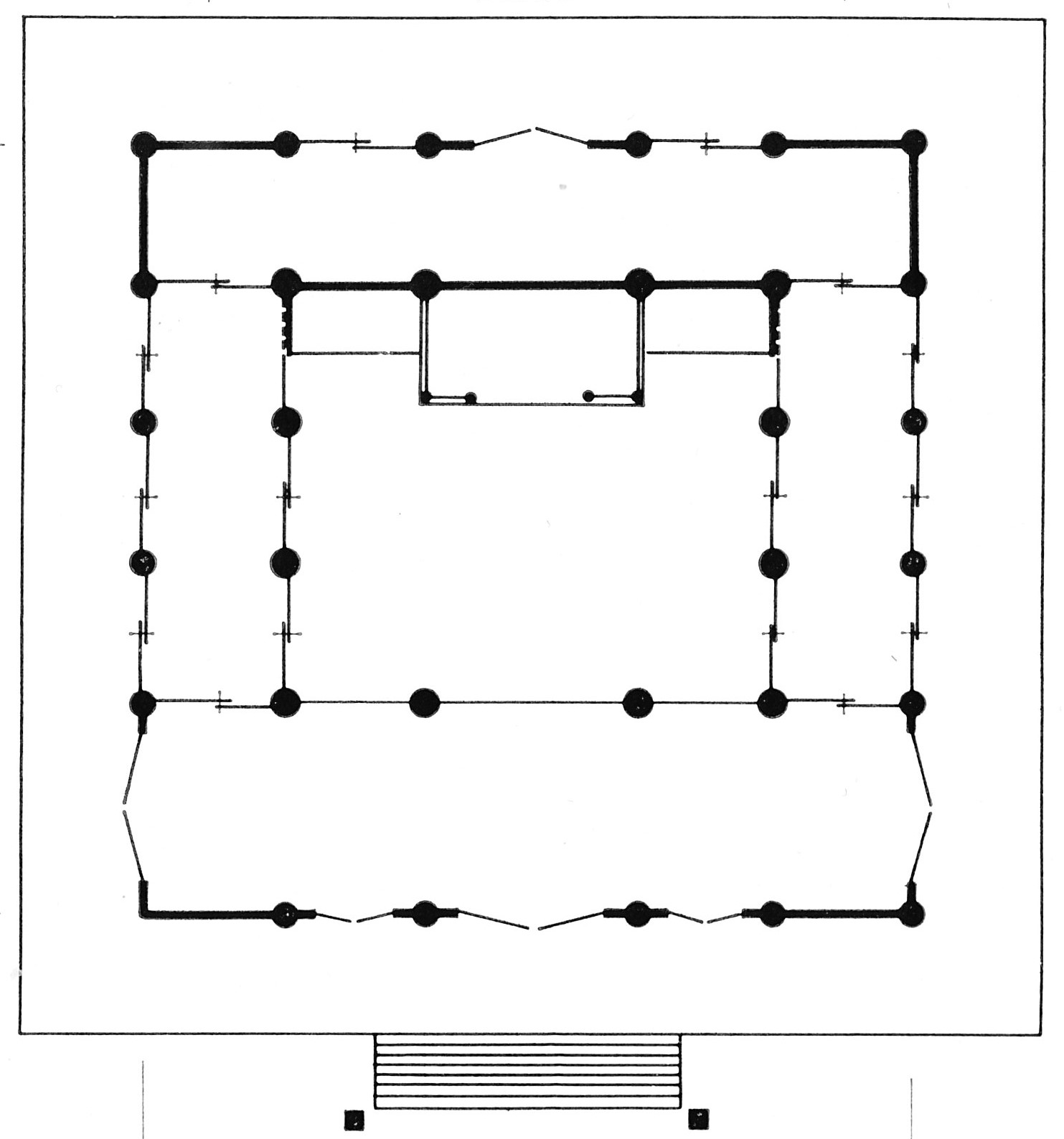
本堂平面図

- 本堂 - 1904年（明治37年）8月29日指定[5]。
  - 入母屋造、杮（こけら）葺。桁行・梁間とも5間（「間」は長さの単位ではなく、柱間の数を表す）。扉に桟唐戸を用い、垂木を扇垂木とし、組物は二手先の詰組とするなど、細部には禅宗様建築の意匠が用いられている。内部は中央の方三間を内陣、その前方を内陣、両脇を脇陣、後方を後陣とする。内陣には本尊文殊菩薩像を安置する厨子を置き、内外陣の境には蔀（しとみ）を入れる。建立年代は、同じ高知県内の土佐国分寺金堂との比較から、室町時代と推定されている。[6][7][5][8]
- 書院 - 2016年（平成28年）2月9日指定[9]。
  - 江戸時代後期・文化13年（1816年）建立、玄関は切妻造り、車寄せは唐破風造り、主屋は入母屋造り。藩主参詣の際の接待殿として造営[10]。
- 木造文殊菩薩及侍者像 5躯 - 1911年（明治44年）4月17日指定[11]。
  - 獅子上の蓮華座に座す文殊菩薩像と4躯の侍者像からなる。各像とも楠の一木造、彩色、平安時代後期[12][11]。像高は文殊菩薩60.4 cm、善財童子76.0 cm、優填王75.4 cm、仏陀波利三蔵76.8 cm、最勝老人77.3 cm。文殊菩薩像は50年に一度開扉の秘仏で、定期開扉が霊場開創1200年記念の年である2014年の春秋に行われ、不定期の特別開扉が1983年と2023年春に空海生誕1250年および当山開創1300年で実施された。なお、文殊菩薩の台座の獅子像は二体あり、平安時代後期の獅子像は、侍者像4体と宝物館に安置され常時拝観でき、江戸時代に奉納された獅子像は秘仏文殊菩薩像と共に本堂宮殿内に納められている。[13]
- 木造釈迦如来坐像（平安時代後期）木造、古色、51.8 cm（数字は像高を表す。以下の各像についても同じ。）1911年（明治44年）4月17日指定（以下同じ）。[14]
- 木造阿弥陀如来坐像（平安時代後期 - 鎌倉時代）木造、漆箔、86.3 cm[15]
- 木造阿弥陀如来立像（平安時代後期）木造、彩色古色、98.0 cm[16]
- 木造薬師如来坐像（平安時代後期）桜の一木造、素地、94.5 cm[17]
- 木造大日如来坐像（鎌倉時代 - 室町時代）木造、古色、63.2 cm[18]
- 木造千手観音立像（鎌倉時代）檜の寄木造、古色、88.5 cm[19]
- 木造十一面観音立像（平安時代中期 - 後期）檜の一木造、素地、48.8 cm[20]
- 木造勢至菩薩立像（平安時代後期）木造、古色、106.8 cm[21]
- 木造白衣観音立像（室町時代）木造、古色、100.8 cm[22]
- 木造馬頭観音立像（室町時代）木造、古色、玉眼、99.9 cm[23]
- 木造大威徳明王像（鎌倉時代）木造、彩色、160.0 cm[24]
- 木造愛染明王坐像（鎌倉時代）木造、古色、102.0 cm[25]
- 木造多聞天立像（平安時代後期）木造、素地、91.5 cm[26]
- 木造増長天立像（平安時代後期）木造、素地、93.5 cm[27]

（以上の諸仏は、本尊文殊菩薩像を除き宝物館で拝観できる）
名勝
- 庭園 - 鎌倉時代後期、文保2年（1318年）、夢窓疎石の作庭と伝わる池泉観賞式庭園。2004年（平成16年）9月30日指定。[28]

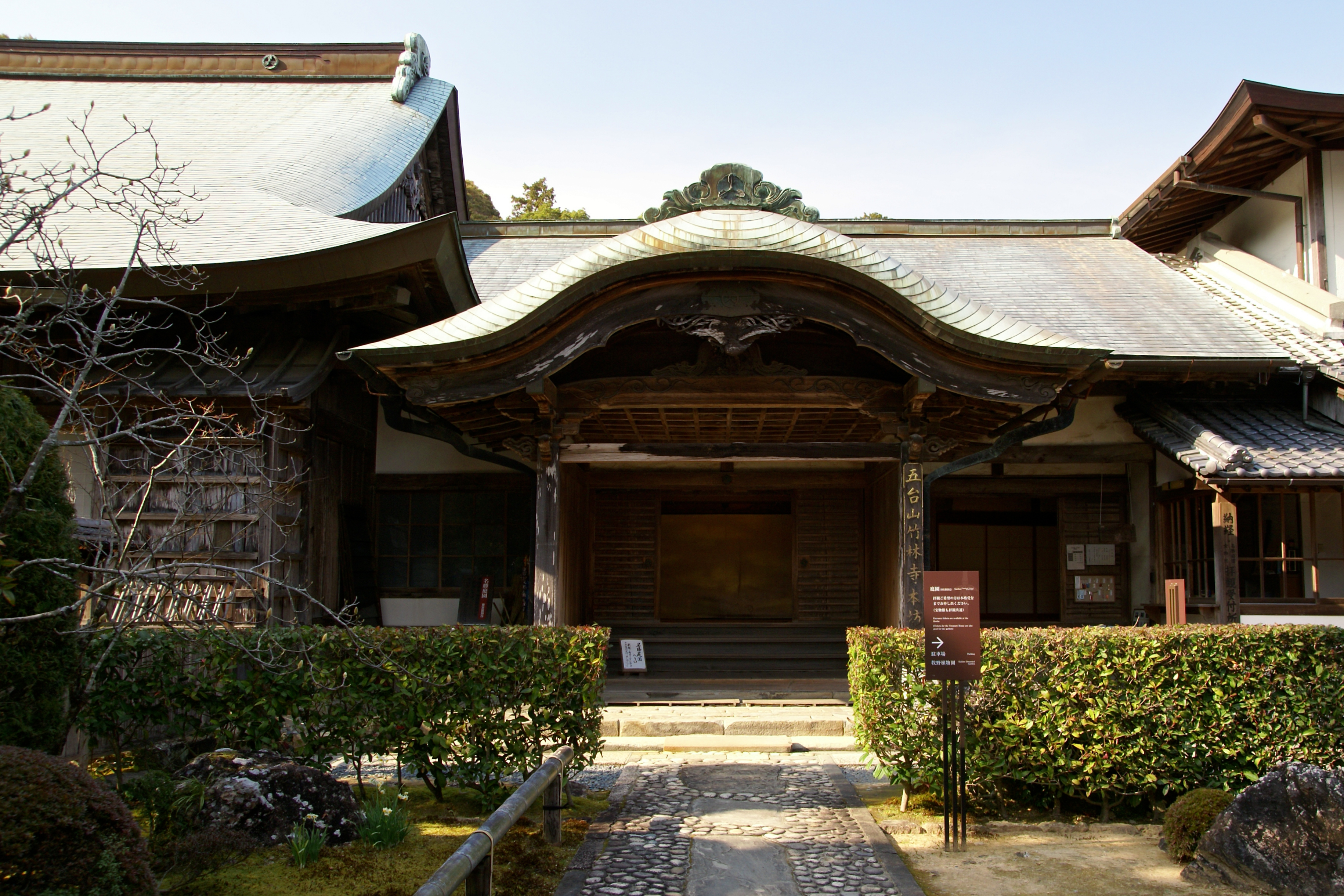
書院（玄関）
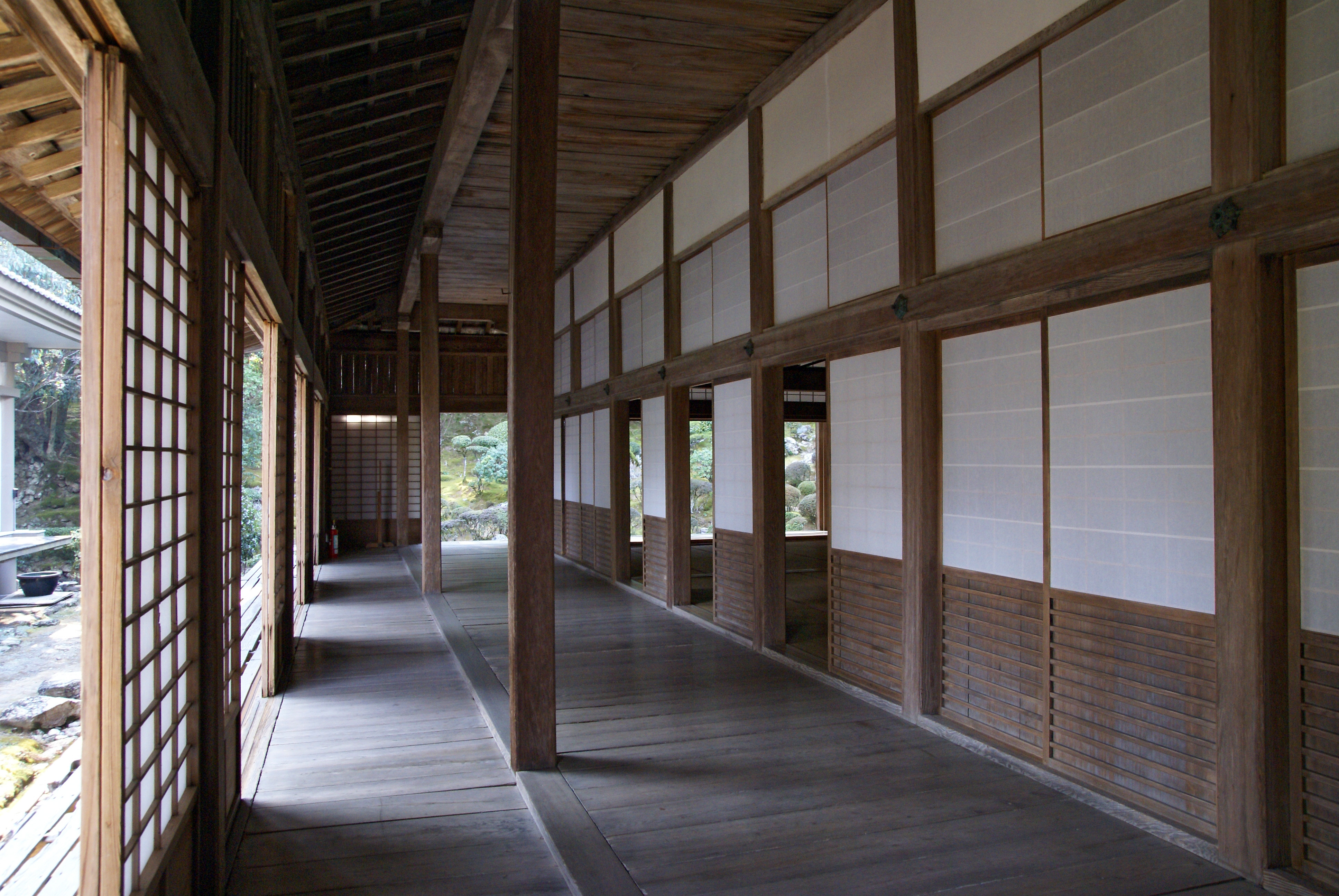
書院（南側広縁）
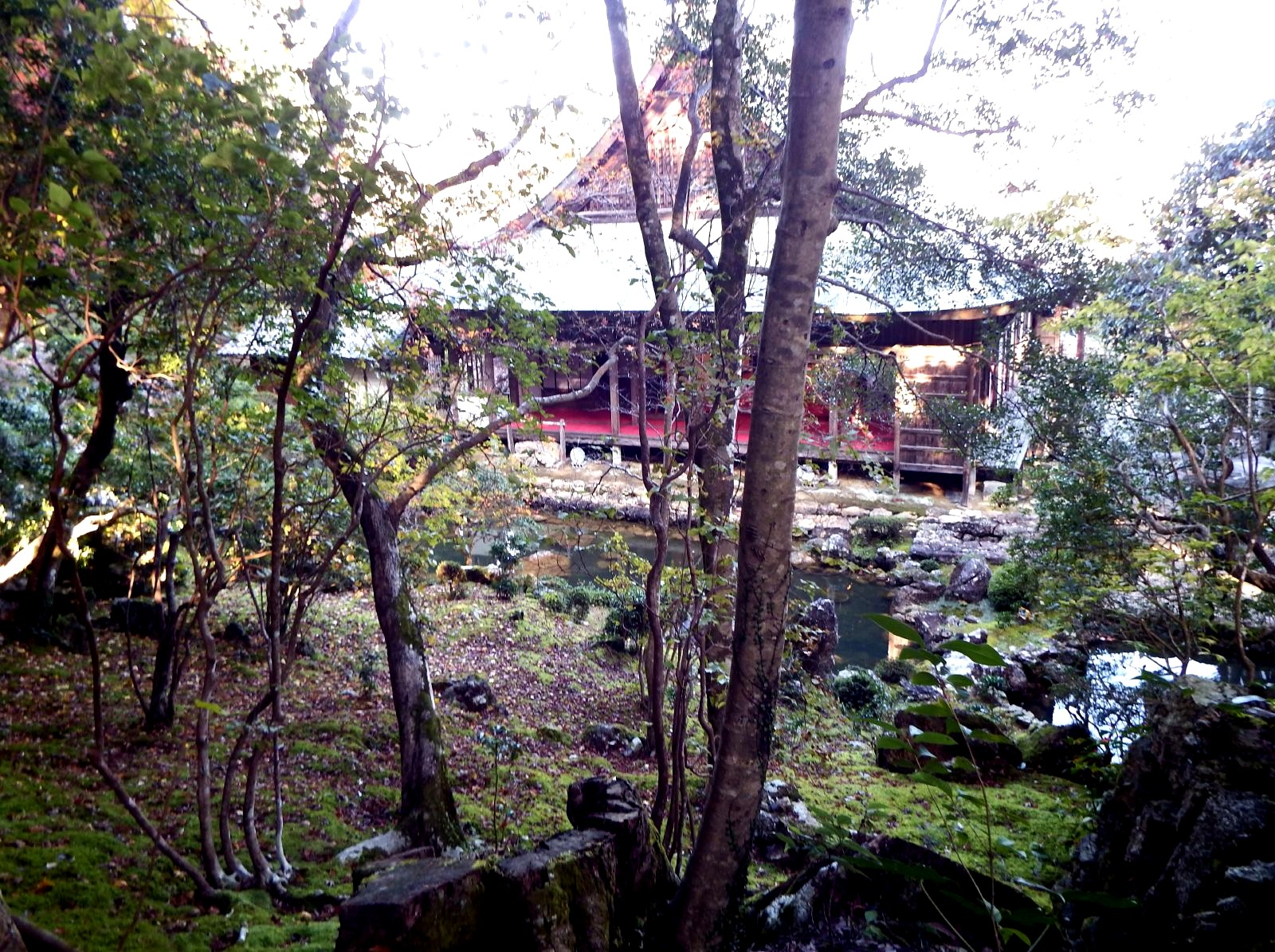
書院と庭園
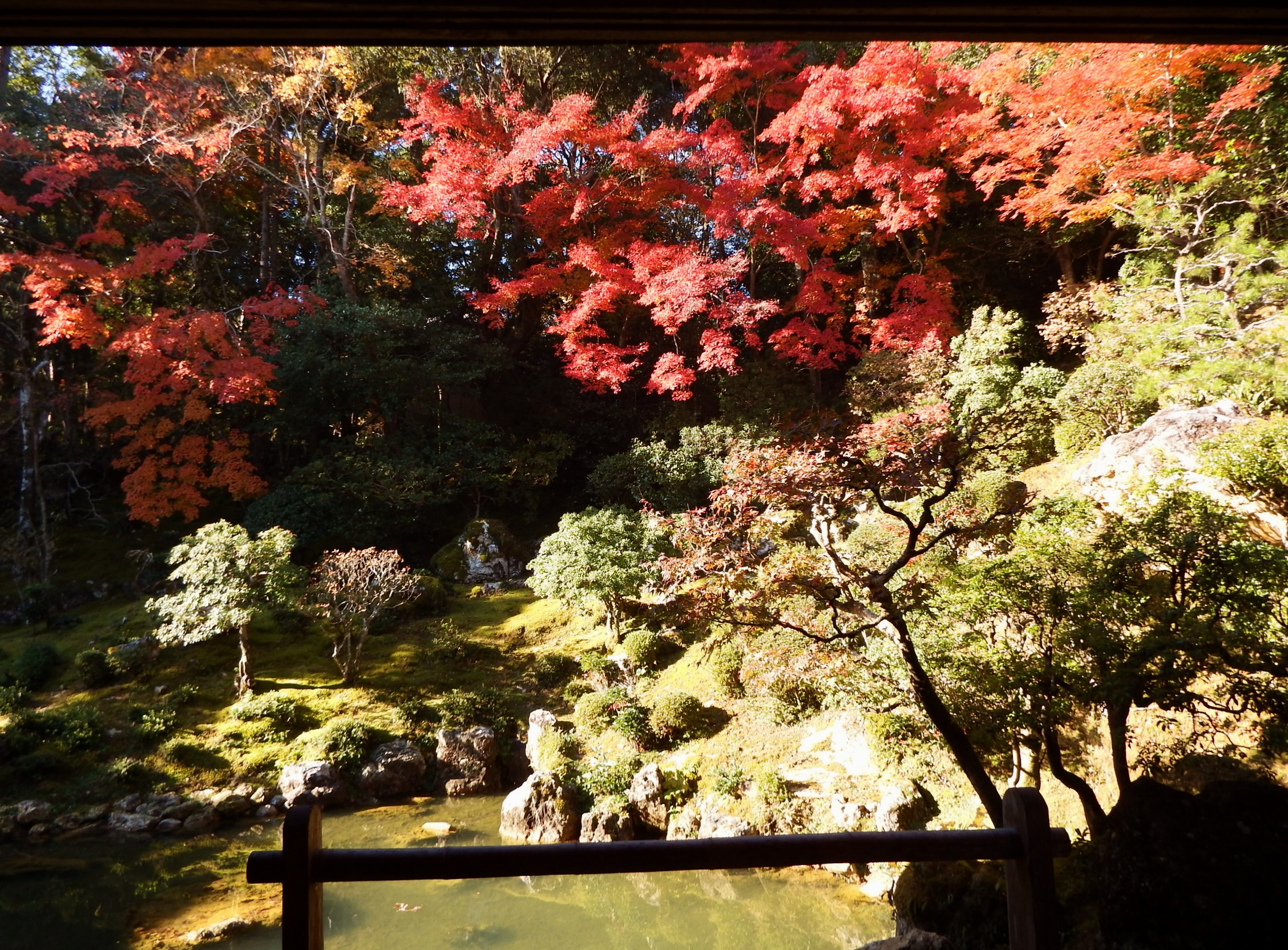
庭園

史跡
- 土佐遍路道 竹林寺道 - 仁王門下の出入口までの651 m（2,440.07 m2）。 2021年（令和3年）3月26日指定（史跡「土佐遍路道」への追加指定）[29][30][31]。画像左の塔は、貞享元年（1684年）銘法華経頭で柏島法華寺の日教が建立、総高：2.98 m題目式笠塔婆。
- 土佐遍路道 禅師峰寺道 - 竹林寺道終点近くの分岐より車道が横切る部分を除く267 m（964.53 m2）。 2021年（令和3年）3月26日指定（史跡「土佐遍路道」への追加指定）[29][30][31]。画像は竹林寺道との分岐からで、峯寺まで一里半。

県指定保護有形文化財
- 梵鐘 - 総高78 cm、口径46 cm、鋳造は弘安7年 (1284年)、1984年（昭和59年）3月16日指定[32]
- 文殊菩薩坐像懸仏 - 1999年（平成11年）4月27日指定[33]

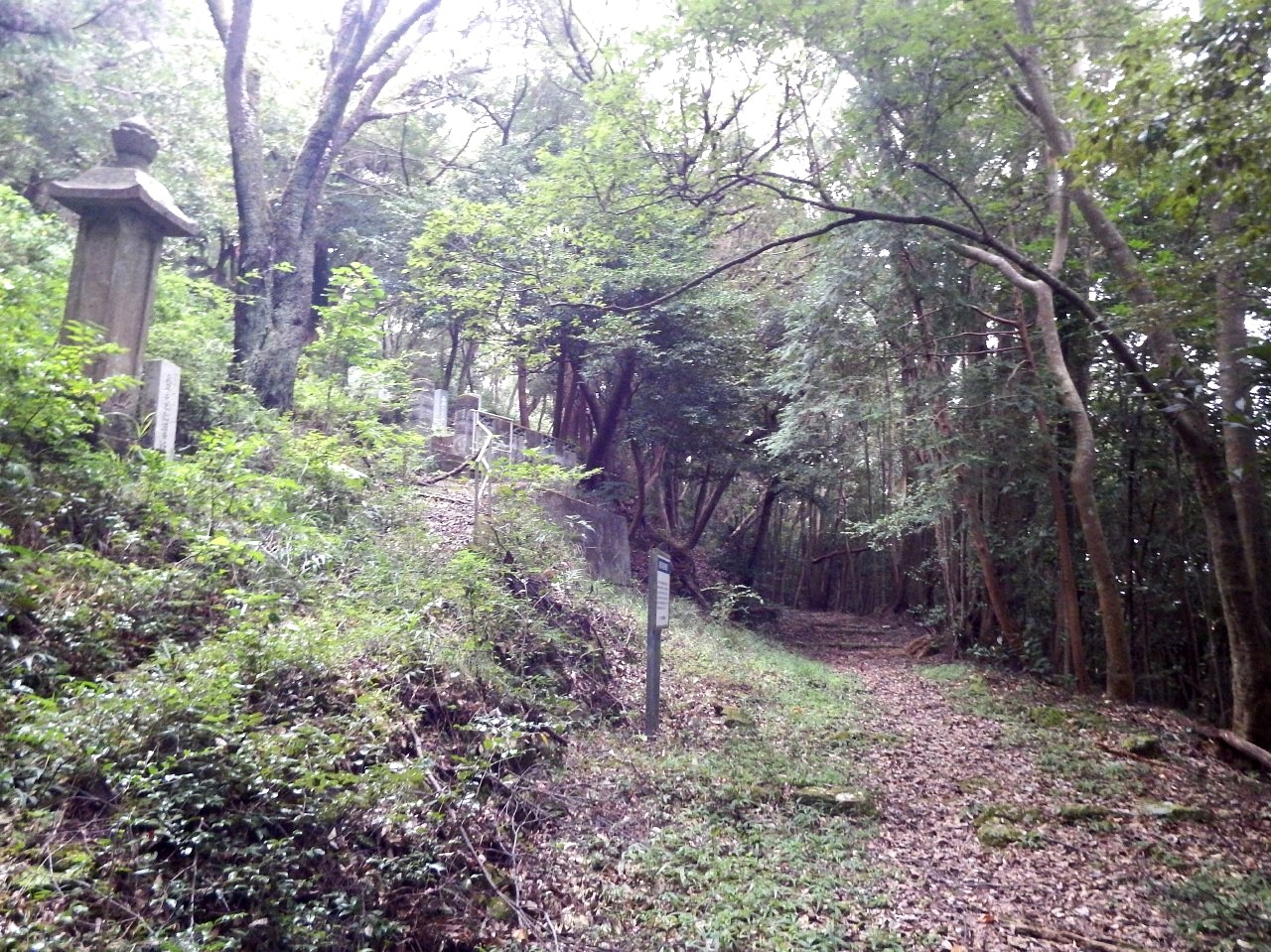
史跡竹林寺道
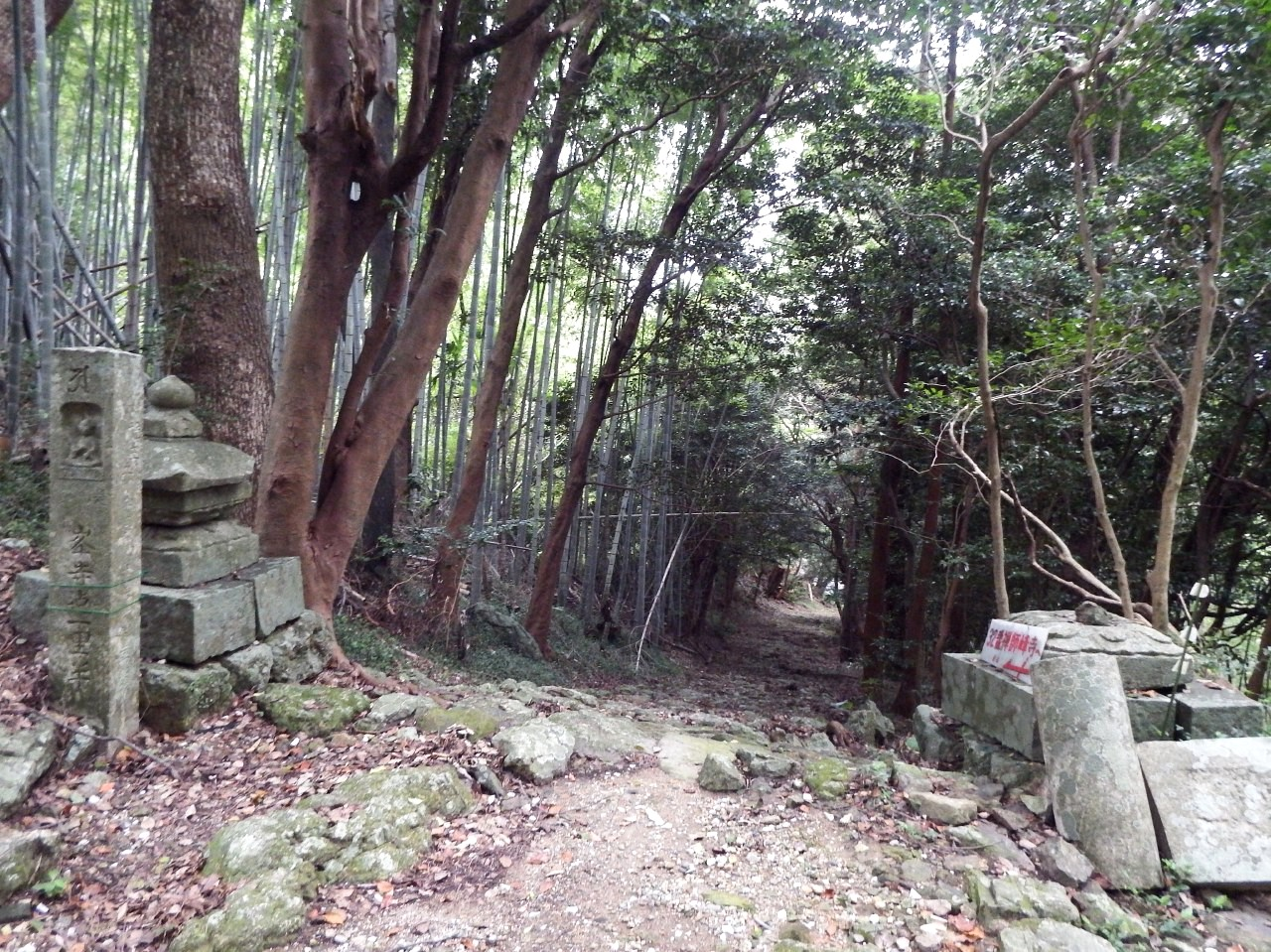
史跡禅師峰寺道
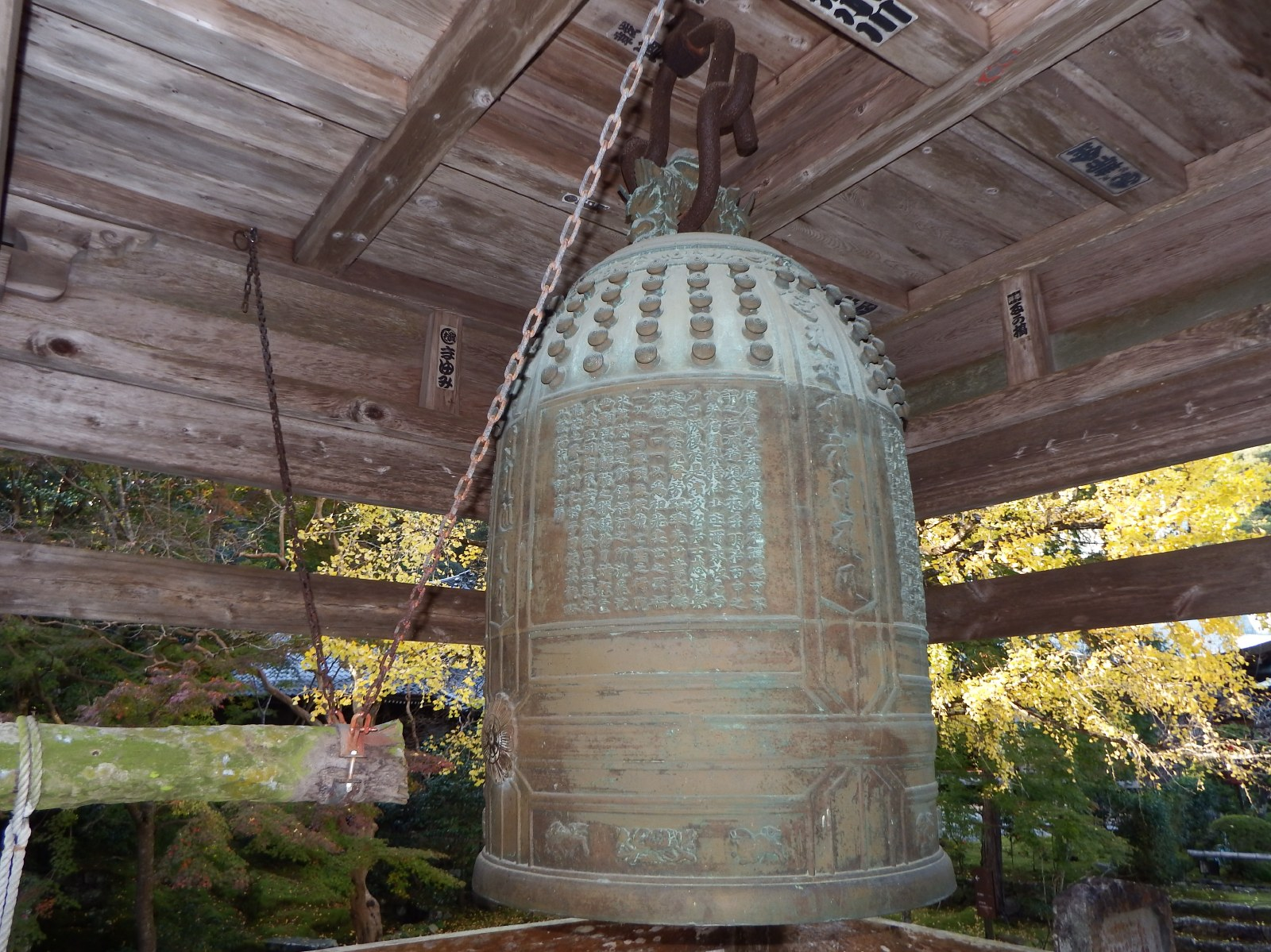
梵鐘
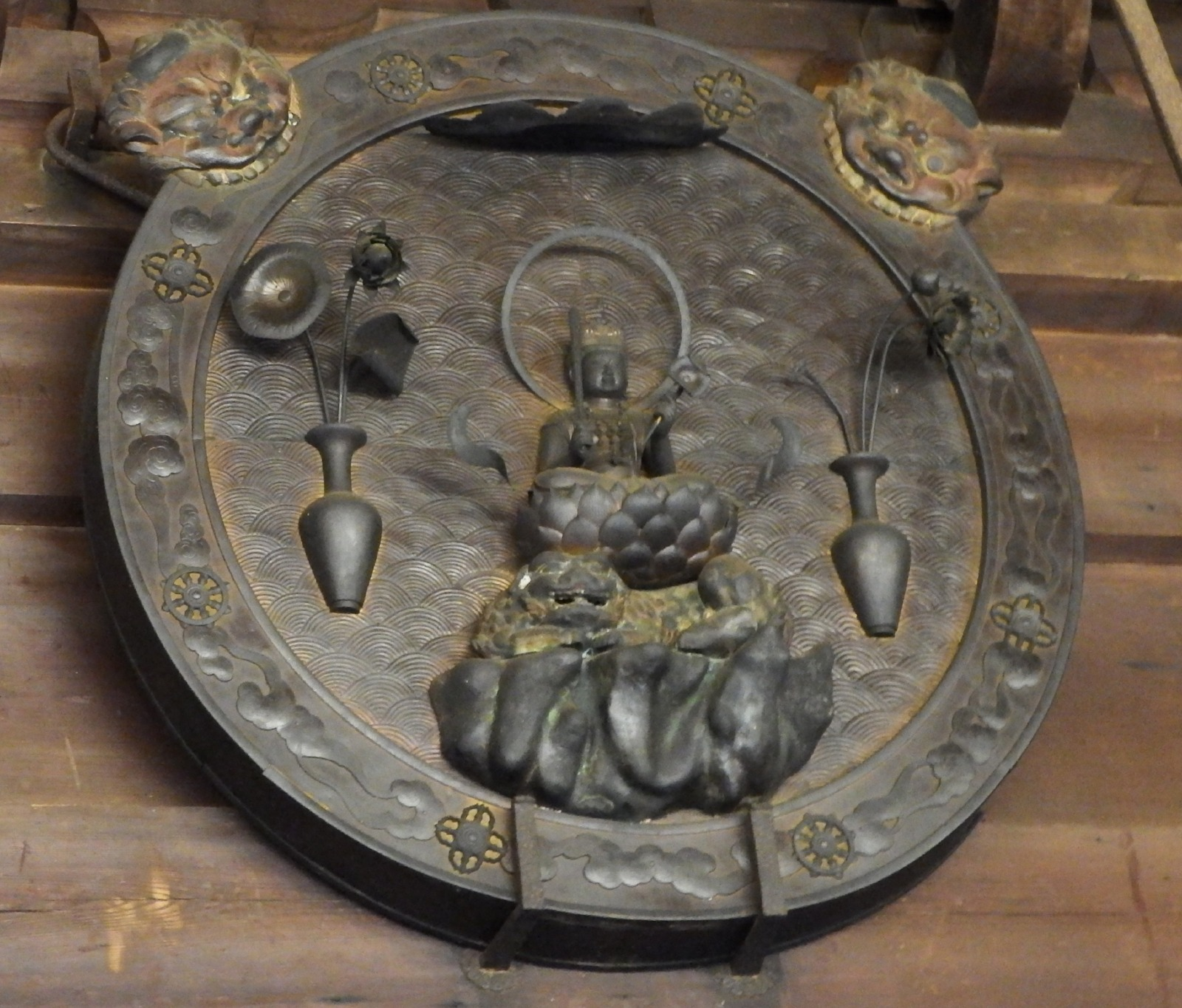
文殊菩薩坐像懸仏

## 交通案内
バス
- MY遊バス 「竹林寺前」下車 (0.1 km)
- とさでん交通 前浜・パークタウン線「五台山農協前」、「坂本前」下車

道路
- 一般道：県道32号線 青柳橋東詰 (1.2 km)
- 自動車道：高知東部自動車道 高知南IC
  - 駐車場：本坊下の植物園前に100台、大型5台。また、船岡堂の裏から外の車道脇に約10台。いずれも無料。

## 拝観
- 宝物館・庭園拝観 8:30 - 17:00 拝観料は大人400円で各種割引あり。

## 周辺の番外霊場

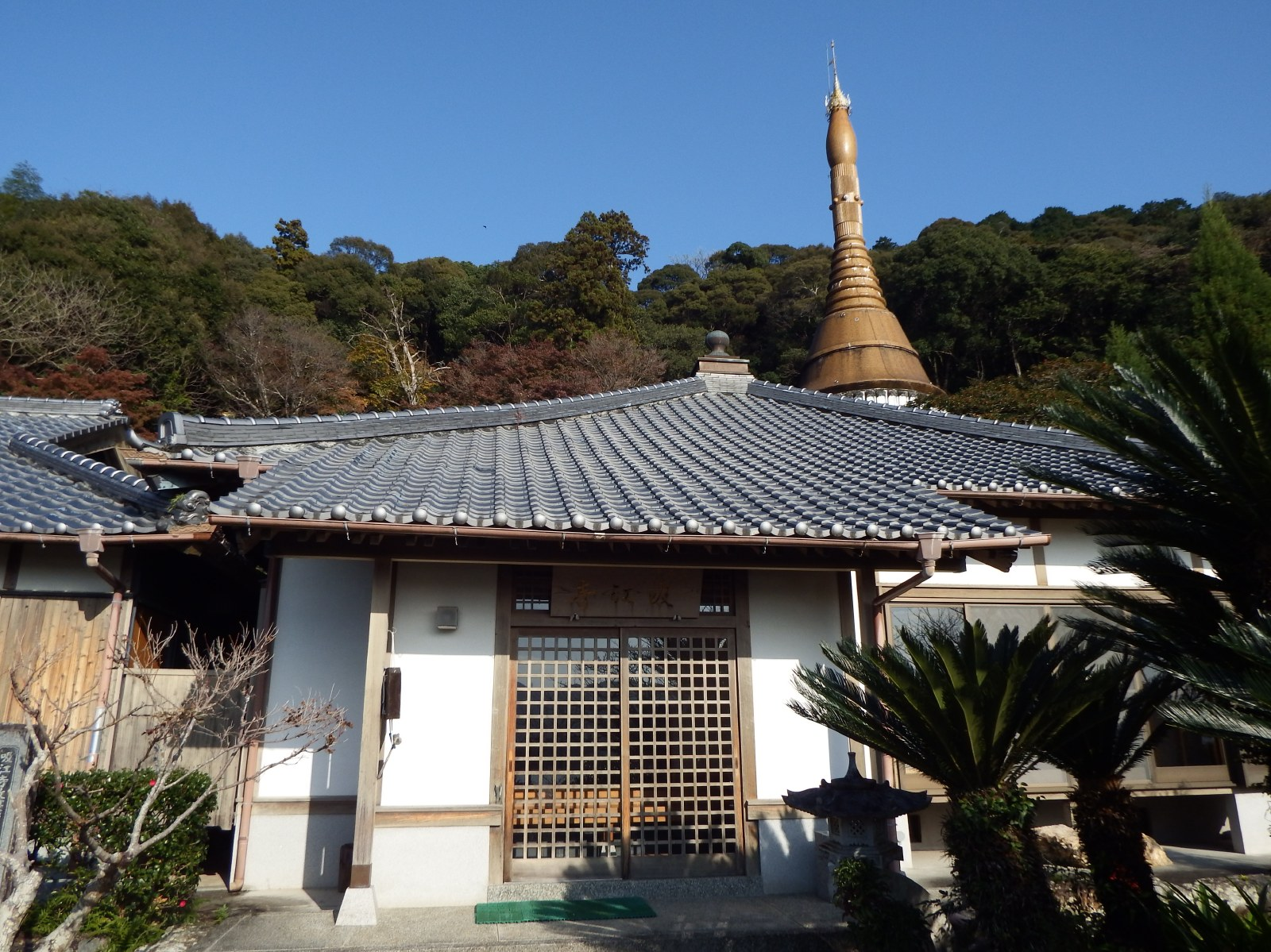
吸江禅寺と高知平和パゴダ

吸江寺（ぎゅうこうじ）
五台山の麓にあり、竹林寺庭園を造ったと云われる夢窓疎石の庵の跡である吸江庵跡（県指定史跡）で、夢窓が2年間で去ったあとも多くの著名な門弟を輩出し土佐の中世禅寺文化の中心となった。真念や寂本の遍路本にも、当寺の記述があり、また、四国遍礼名所図会（1800年調査研究）には「及郷寺」として記述されている。
- 所在地：高知県高知市吸江122 （吸江寺）

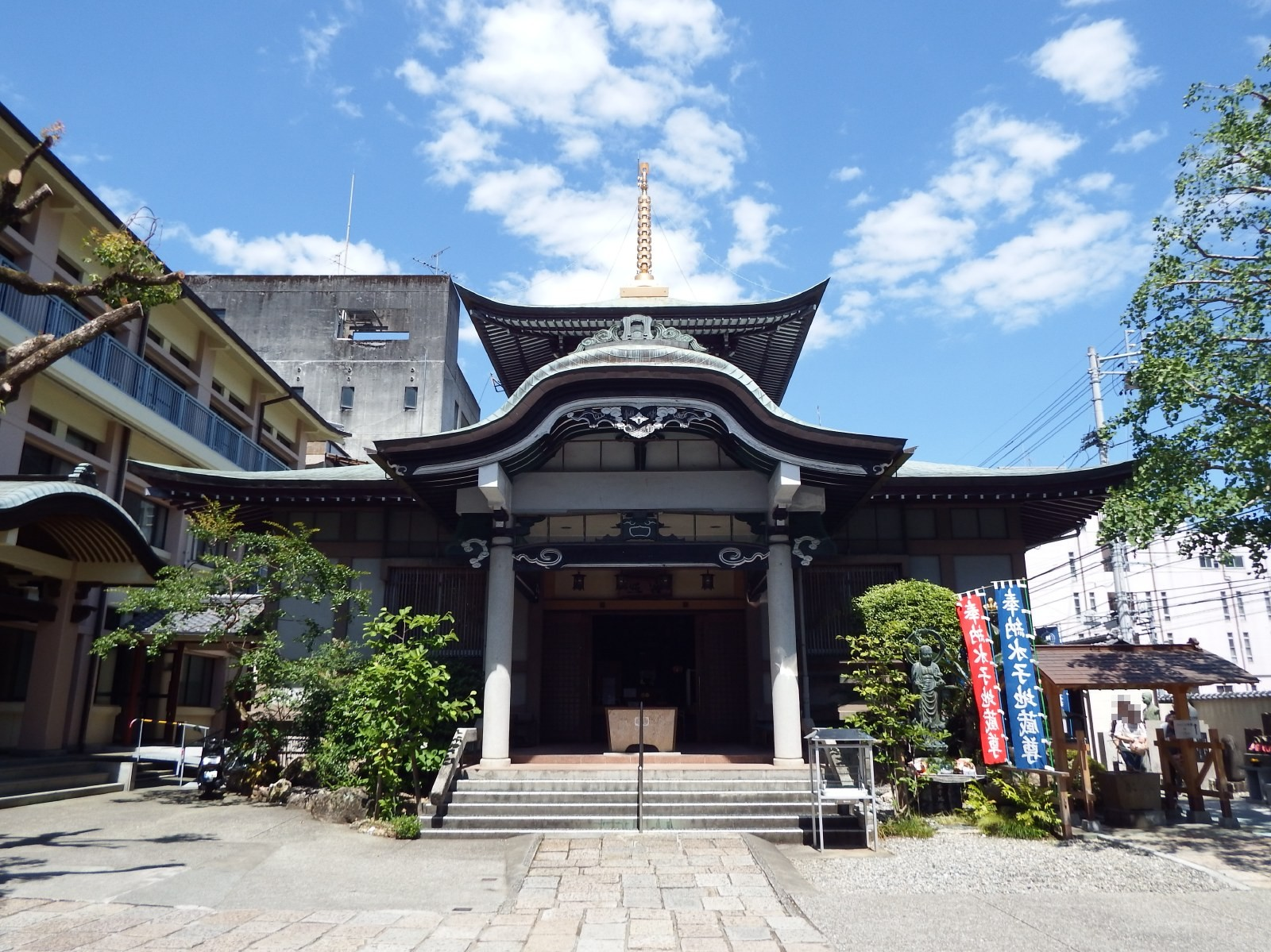
高野寺
1883年（明治16年）高野山出張所として開創された。四国三十三観音霊場第13番札所。
- 所在地：高知県高知市本町2丁目3番18号 （高野寺）

## 前後の札所
四国八十八箇所
30 善楽寺 --(6.6 km)-- 31 竹林寺 --(5.7 km)-- 32 禅師峰寺

## 周辺
- 五台山
- 高知県立牧野植物園
  - 牧野富太郎記念館
- 吸江十景：夢窓国師が愛した景観の10箇所「見国領、独鈷水、白鷺州、粋適庵、呑海亭、雨華巌、泊舶岸、玄夫島、潮音洞、磨甎堂」